# 四日市スターアイランド
四日市スターアイランド（よっかいちスターアイランド、英語: Star Island）は、かつて近鉄四日市駅前、三重県四日市市諏訪栄町にあった商業施設である。

## 概要
若者向け情報発信基地を目標に1988年（昭和63年）11月18日に開業した。2020年（令和2年）2月末日にて運営元の近鉄百貨店が撤退した。

## 店舗一覧
開業時は近鉄商業開発（1987年（昭和62年）設立）の運営で、1階をヤングエレガンスファッション、2階をデザイナー・キャラクターファッション、3階をカジュアルファッション、4階を雑貨のフロアとした。
館内には三菱電機製の「1200型 スパイラルエスカレーター」があった。開館から閉館までの稼働距離は、地球4周分に相当する16.2万キロメートルであった。

### 1階
- Groovy
- tapis
- MONTEX
- rabuta
- ANTOMSIDE
- CAST
- プリムローズ
- aBeL
- メガネアルファ
- WEDNESDAY
- COSMETICS GARDEN
- Crie Nail Space
- リサイクルキング
- i-PRIMO
- A・musee
- リフォーム工房
- 近鉄四日市駅前郵便局

### 2階
- Right-on
- ABC-MART
- ワケあり本舗
- ROPE

### 3階
- 好日山荘
- ザ・ダイソー

### 4階
- MANIERA
- 献血ルーム サンセリテ
- カーブス近鉄四日市駅前
- 四日市中日文化センター
- ゆうゆうパソコン教室

## 歴史
1982年（昭和57年）から近畿日本鉄道が近鉄四日市駅前で進めている整備事業の最後の仕上げとして、自社の所有する映画館跡地と四日市駅前ビルを合わせて建設された。1987年（昭和62年）5月15日には当館と同時に建設中の阿部野橋ターミナルビル新館に開業予定のラ・セレナの運営を行う近鉄商業開発を設立し、同年8月に公表された情報では、施設仮称は「スターアイランド」とし、鉄筋コンクリート5階建ての四日市市最大のファッションビルになるとされた。
1988年（昭和63年）11月18日に当初の予定通り開業、正面入り口を全面ガラス張りとし、近畿地方初のスパイラルエスカレータを導入するなど若者を意識した商業施設とした。スパイラルエスカレータは三菱電機稲沢製作所で製造された。2010年（平成22年）に「伊勢美少女図鑑」が創刊された際、モデル登録会がスターアイランドで行われた。
開業後、京都近鉄百貨店（旧・丸物）への移管を経て、2001年（平成13年）2月28日からは近鉄百貨店の直営施設となる。さらに、2009年（平成21年）3月1日に近鉄百貨店が中部近鉄百貨店（本社・四日市市）を合併したので、隣接する百貨店と四日市スターアイランドは同じ会社が運営していた。
この間、周辺の商業施設との競争激化に伴い空き店舗が増加、年商も約8億円に落ち込み、2012年（平成24年）4月5日に、近鉄百貨店は約2億8000万円かけて改装することを発表した。そして同年5月25日に新規出店7店舗を迎えてリニューアルオープンした。これに合わせてフォークデュオ・うたまろを迎えて、翌5月26日にFM三重の公開録音が行われた。
2019年（令和元年）9月、再び売り上げが低迷したため、建物の賃貸借契約の切れる2020年（令和2年）2月末日を以て運営元の近鉄百貨店が撤退することが判明した。近鉄百貨店撤退後について、土地・建物を保有する近鉄不動産は「（取り壊しも含めて）未定」としていたが、4月20日に解体工事が開始され、跡地は近鉄不動産が運営する平面駐車場「Pat近鉄四日市駅前駐車場」となっている。
四日市市は跡地に図書館の建設を予定しているが交渉相手で計画に関わる近鉄グループホールディングスの了解が得られなかったため2020年（令和2年）9月24日に予定していた8月定例市議会での図書館基本計画策定費の追加提案を見送った。
2022年8月12日、新図書館について近鉄グループが計画するスターアイランド跡地に建設する建物に図書館を組み入れることについて近鉄グループホールディングスと近鉄不動産と四日市市で確認書が締結された。

## 周辺
周辺はふれあいモール、商店街などが立ち並ぶ、四日市の中心市街地である。駅前ということもあり、人通りの多い位置に立地していた。